# Swierdlikowo (obwód kurski)
Swierdlikowo (ros. Свердликово) – wieś (ros. село, trb. sieło) w zachodniej Rosji, centrum administracyjne sielsowietu swierdlikowskiego w rejonie sudżańskim obwodu kurskiego.

## Geografia
Miejscowość położona jest nad rzeką Łoknia, 1,5 km od granicy z Ukrainą, 12,5 km od centrum administracyjnego rejonu (Sudża), 92.5 km od Kurska.
W granicach miejscowości znajdują się ulice: Chutor, Cerkownaja, Diewiataja brigada, Kozinowka, Mołodiożnaja, Nowaja, Sieło, Striekałowka, Szlach.

## Demografia
W 2010 r. miejscowość zamieszkiwały 543 osoby.